# Хан Канг
Хан Канг (кореј. 한강, енгл. Han Kang; Квангџу, 27. новембар 1970) је јужнокорејска књижевница. Добитница је Нобелове награде за књижевност 2024. године. Хан Канг је такође музичарка и визуелна уметница.

## Биографија
Рођена је 27. новембра 1970. године у Гвангџуу, ћерка писца Хан Сунг-вона.
Након што је завршила средњу школу за девојке Пунгмун, уписала је корејски језик и књижевност на Универзитету Јонсеј. Дипломирала је 1993. године, а касније је радила у издавачкој кући Самтео.
Године 1993. дебитовала је као песникиња објављивањем четири песме, укључујући Зимско време у Сеулу, у зимском издању тромесечног часописа Literature and Society. Године 1994 написала је своју прву кратку причу Црвено сидро, победивши на пролећном књижевном конкурсу у Сеулу Шинмун. Након објављивања њене прве дуже прозе Јеосуова љубав 1995. године дала је отказ у издавачкој кући. Након што је дебитовала, наставила је да пише дела и 2007. именована за професора на Катедри за креативно писање на Институту уметности у Сеулу. У мају 2016 њен роман "Вегетаријанка" освојио је међународну Награду Букер заједно са Дебором Смит, која је превела књигу на енглески. Вегетаријанка је такође изабрана за једну од „10 најбољих књига 2016. године“ од стране The New York Times Book Review-а. Књига је доспела на 49. место на листи „100 најбољих књига 21. века“ Њујорк Тајмса у јулу 2024. Њен трећи роман, Бела књига, ушао је у ужи избор за Међународну Букерову награду 2018. године.
Дана 10 октобар 2024 добила је Нобелову награду за књижевност  „за своју интензивну поетску прозу која се суочава са историјским траумама и открива крхкост људског живота. ” 
Хан је прва корејска списатељица и прва азијска жена којој је додељена Нобелова награда за књижевност.

## Дела

### Поезија
- Ледени цвет, 1993.
- Зимско рачунање времена у Сеулу 6, 1993.
- Дашчара, 1993.
- Зимско рачунање времена у Сеулу 12, 1993.
- Јун, 1995.
- Оставио сам вечеру у фиоци (I put dinner in the drawer), 2013.

### Кратка проза
- Црвено сидро (The Scarlet Anchor), 1994.
- Љубав према Јеосу (Love in Yeosu), 1995.
- Воће моје жене (My woman's fruits), 2000.
- Моје име је сунцокрет (My name is Sunflower), 2002.
- Историја црвеног цвета (The red flower story), 2003.
- Мала вила грома (Thunder little fairy, lightning little fairy), 2007.
- Кутија суза (Tear box), 2008.
- Вечност са жутим мотивима (Yellow pattern eternity) , 2012.

### Романи
- Црни јелен (Black deer), 1998.
- Твоје хладне руке (Your cold hands), 2002.
- Вегетаријанка (The vegetarian), 2007.
- Ветар дува, иди (The wind blows, go), 2010.
- Лекције грчког (Greek lessons), 2011.
- Људска дела (Human acts), 2014.
- Бела књига (White), 2016.
- Ми се не растајемо (We Do Not Part), 2021.

### Есеји
- Љубав и ствари које окружују љубав (Love and things surrounding love), 2003.
- Песма која се тихо пева (A song to sing calmly) , 2007.